# Caroline Rhea
Caroline Gilchrist Rhea (Westmount, Quebec, 13 april 1964) is een Amerikaans-Canadees actrice en comédienne. Ze speelde in onder meer de serie Sabrina, the Teenage Witch, in de rol van tante Hilda.
Rhea presenteerde van 2004 tot en met 2006 het programma The Biggest Loser, waarin mensen de strijd met elkaar aangaan om wie het meest afvalt. In 2005 vertolkte ze de rol van Gloria in de film The Perfect Man. Rhea speelde ook een terugkerende rol in  The Suite Life of Zack & Cody.